# Hulpkuiken
Een hulpkuiken is een kuiken, meestal van een kippenras, dat ingezet wordt bij het opvoeden van uitheemse hoendersoorten zoals pauwen en fazanten. Een kippenkuiken heeft van nature de drang tot zelfstandig op zoek gaan naar voedsel en water. Kuikens van sommige exotische hoenderrassen doen dat minder en lopen daardoor risico's. Door een kippenkuiken bij deze kwetsbare soorten te plaatsen wordt door de neiging tot imitatie het zoekgedrag geactiveerd.